# Bòlid
|  | No s'ha de confondre amb Bòlit. |

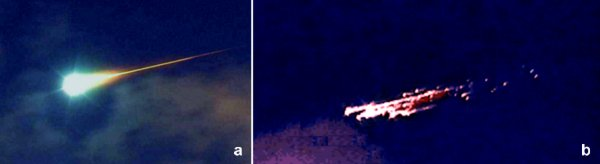
A la imatge a) es veu un meteor molt brillant (bòlid) i b) la seva fragmentació posterior

En astronomia, un bòlid (del grec βολίς, míssil) és un meteor molt brillant que, en tenir una massa de més de 10 grams, causa un gran solc al penetrar en l'Atmosfera terrestre. La Unió Astronòmica Internacional no accepta el terme, que tanmateix és usat àmpliament.
Un bòlid presenta l'aparença d'una esfera de foc, i no un aspecte puntual o estel·lar. El solc lluminós que deixa al seu pas per l'atmosfera persistix un temps superior a les desenes de segons i pot arribar a ser de diversos minuts i fins i tot de mitja hora. Arriba acompanyat de fenòmens acústics com una explosió i a vegades es poden trobar en el sòl alguns fragments del meteor que resistixen a la completa volatilització en el seu pas per l'atmosfera.